# Маяк (Кунашакский район)
Маяк — посёлок в Кунашакском районе Челябинской области. Входит в состав Кунашакского сельского поселения.

## География
Расположен в центральной части района. Расстояние до районного центра, Кунашака, 17 км.

## Население
| 2002 | 2010 |
| ---- | ---- |
| 450  | ↗456 |

(в 1970 — 497, в 1983 — 503, в 1995 — 518)

## Улицы
- Зеленая улица
- Улица Мира
- Новая улица
- Озерная улица
- Садовая улица
- Тихая улица
- Уральская улица
- Центральная улица